# Anton Asplund
Anton Asplund (ur. 13 grudnia 1990) – szwedzki lekkoatleta, średniodystansowiec specjalizujący się w biegu na 800 metrów.
Dwukrotny medalista halowych mistrzostw kraju (srebro w 2009 oraz złoto w 2010). Reprezentant Szwecji w meczach międzypaństwowych. W 2010 Asplund znajdował się w reprezentacji kraju na halowe mistrzostwa świata, jednak ostatecznie nie wystąpił w tych zawodach.

## Osiągnięcia
| Rok  | Impreza                                | Miejsce   | Lokata                 | Wynik   |
| ---- | -------------------------------------- | --------- | ---------------------- | ------- |
| 2009 | Mistrzostwa Europy juniorów            | Nowy Sad  | półfinał – 22. miejsce | 1:55,06 |
| 2009 | Mistrzostwa krajów nordyckich juniorów | Vaasa     | 1. miejsce             | 1:50,84 |
| 2010 | Mistrzostwa Europy                     | Barcelona | el. – 31. miejsce      | 1:55,23 |

## Rekordy życiowe
- Bieg na 800 m – 1:48,12 (2010)
- Bieg na 800 m (hala) – 1:48,48 (2010)